# Абак (рахівниця)

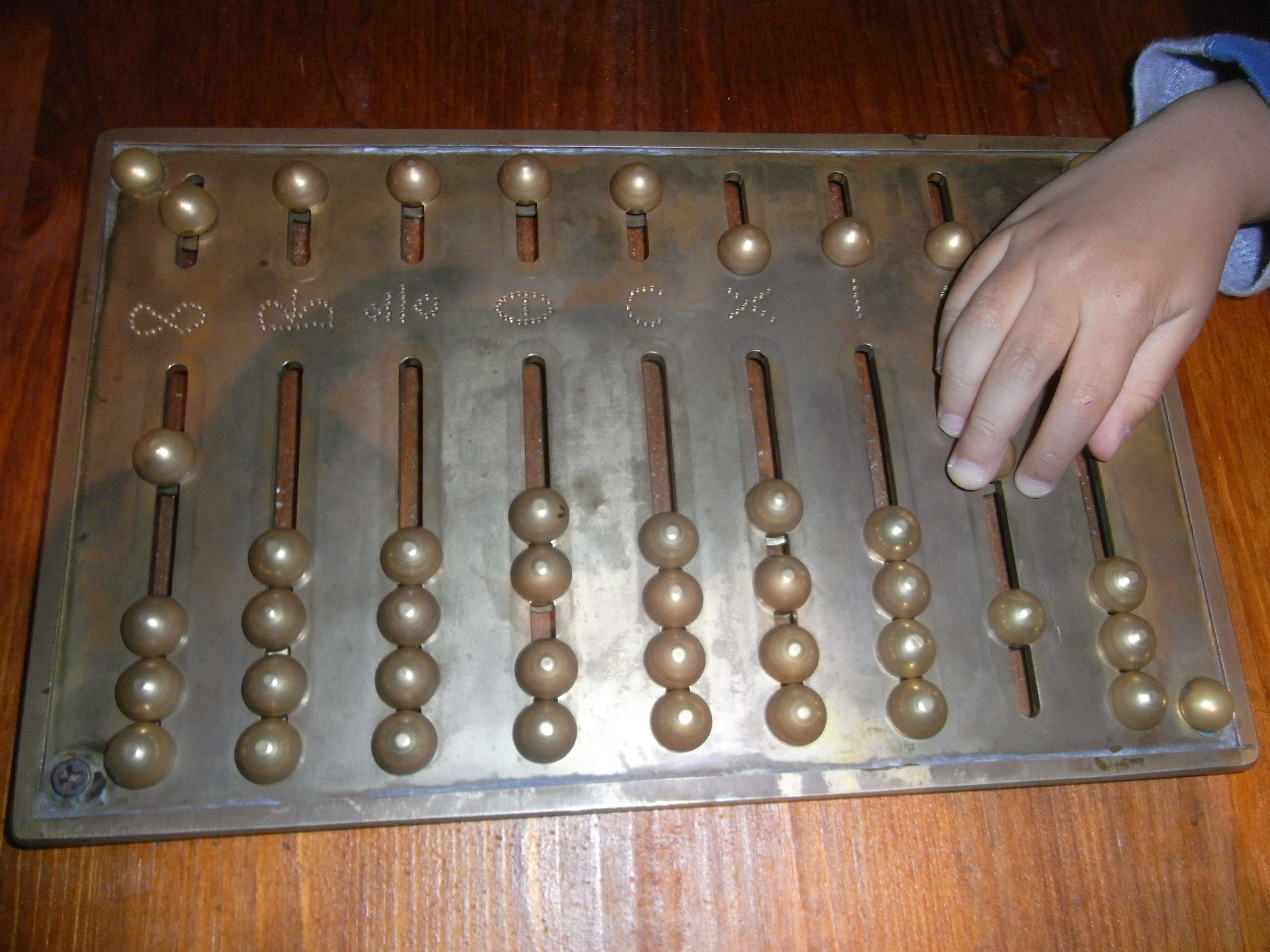
Римський абак

Аба́к (грец. αβαξ, лат. abacus — дошка) — простий пристрій для арифметичних обчислень у давніх греків і римлян у вигляді дошки, поділеної на смуги, по яких пересували камінці, монети тощо. Серед античних абаків розрізняють грецький (саламіс) і римський (калькулія та ручний абак). У Західній Європі абак використовувався до XVII ст. Рахівниці XIX—XX ст. за зовнішнім виглядом і будовою є близьким аналогом абака.
Українська мова розрізняє абак (давньогрецьку та давньоримську лічбову дошку) та рахівницю (лічильний прилад з прутиками і нанизаними на них кісточками). В багатьох інших мовах (зокрема, в англійській) такого розрізнення нема.

## Етимологія
Слово «абак» запозичене з латини, де звучало як «абакус» (abacus). Своєю чергою до латини прийшло з грецької мови — «абакс» (αβαξ), що означало «дошка для рахування чи малювання». Його корені можуть бути в семітських мовах, як у фінікійській чи єврейській — від «абаґ» — «пісок, розсипаний для писання», що виникло від семітського кореня a-b-q — «відлітати». Втім, обґрунтованість такої версії слабка.

## Принцип використання

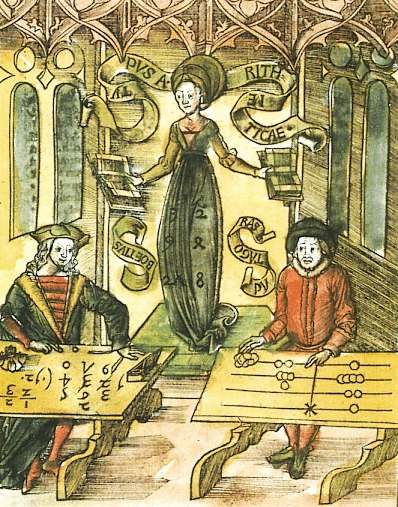
Боецій (ліворуч) і Піфагор (праворуч) змагаються перед персоніфікованою Арифметикою. В той час як Боецій уже розв'язав задачу за допомогою сучаснішого методу «обчислення пером» — тобто індійськими цифрами — і виглядає гордим, Піфагор все ще зайнятий своїм «обчисленням на лінії». Малюнок 1504 року.

Розвиток землеробства зумовив потребу вести облік з великими числами, який не можна було виконувати на пальцях. Оскільки системи числення месопотамців, вавилонян, єгиптян, греків і римлян були незручні для записування великих обчислень, вони користувалися спеціальними пристроями. Найпростішим рахунковим пристроєм була табличка, вкрита піском чи пилом, який легко стирати — так звана піщана рахівниця.
Зазвичай абак-рахівниця складається з рамки, в якій містяться паралельні дроти, на які нанизано намистини, здатні ковзати по дроту в кожному ряду. Кожен ряд намистин відповідає розрядам чисел (наприклад, перший — одиниці, другий — десятки, третій — сотні і т. д., або десяті частки, соті, тисячні і т. д.). При цьому ряди поділені на дві частини: в більшій вводяться числа, а менша слугує «пам'яттю», де тримається результат. Абак зручний тим, що людина, котра проводить обрахунок, може присвоювати намистинам власні значення.
Щоб ввести цифру, одна намистина в відповідному ряду переміщується вбік від решти. Наприклад, щоб ввести число «58», треба перемістити вбік п'ять намистин у ряду десятків і вісім у рядку одиниць. Коли виконується подальша операція додавання, віднімання, множення чи ділення, відповідно потрібно після введення числа змінити розташування намистин у «пам'яті».

## Абак і його аналоги в різних регіонах

### Месопотамія
Шумерський абак з'явився між 2700—2300 роками до н. е. Він містив таблицю послідовних стовпців, які розмежовували послідовні порядки шістдесяткової системи числення. Деякі дослідники вважають, що давні вавилоняни використовували абак для операцій додавання та віднімання, проте він був надто примітивний для складніший операцій.

### Стародавній Єгипет
Геродот приблизно в 440 році до н. е. стверджував, що єгиптяни «рахують камінчиками, проводячи руку справа наліво, а греки — зліва направо» (за напрямком письма). Жодні зображення, виявлені досі, не дають жодних доказів використання рахівниці єгиптянами, але часті знахідки дисків різного розміру, які, можливо, використовувалися як кісточки рахівниці.

### Стародавня Греція
Найдавніші археологічні докази використання грецького абака датуються V ст. до н. е. Демосфен (384 р. до н. е. — 322 р. до н. е.) скаржився, що використання камінчиків для розрахунків надто складне. У п'єсі Алексіда IV ст. до н. е. згадуються рахівниця та камінці для обліку. Діоген і Полібій наводили абак як метафору поведінки людей, які «іноді стоять то далі, то ближче», як камінці в абаку.
На грецькому острові Саламін у 1846 році знайдено мармурову табличку, датовану 300 роком до н. е., що робить її найдавнішою виявленою лічильною табличкою. Це плитка з білого мармуру завдовжки 149 см, завширшки 75 см і завтовшки 4,5 см, на якій розташовано 5 груп позначок. У центрі вгорі — 5 паралельних горизонтальних ліній. Під ними є ще одна група з 11 паралельних ліній, розділених на дві частини перпендикулярною до них лінією. Третя, шоста та дев'ята лінії позначені хрестиком у місці перетину з вертикальною лінією. Від острова Саламін походить назва грецького абака — саламіс.

### Стародавній Рим

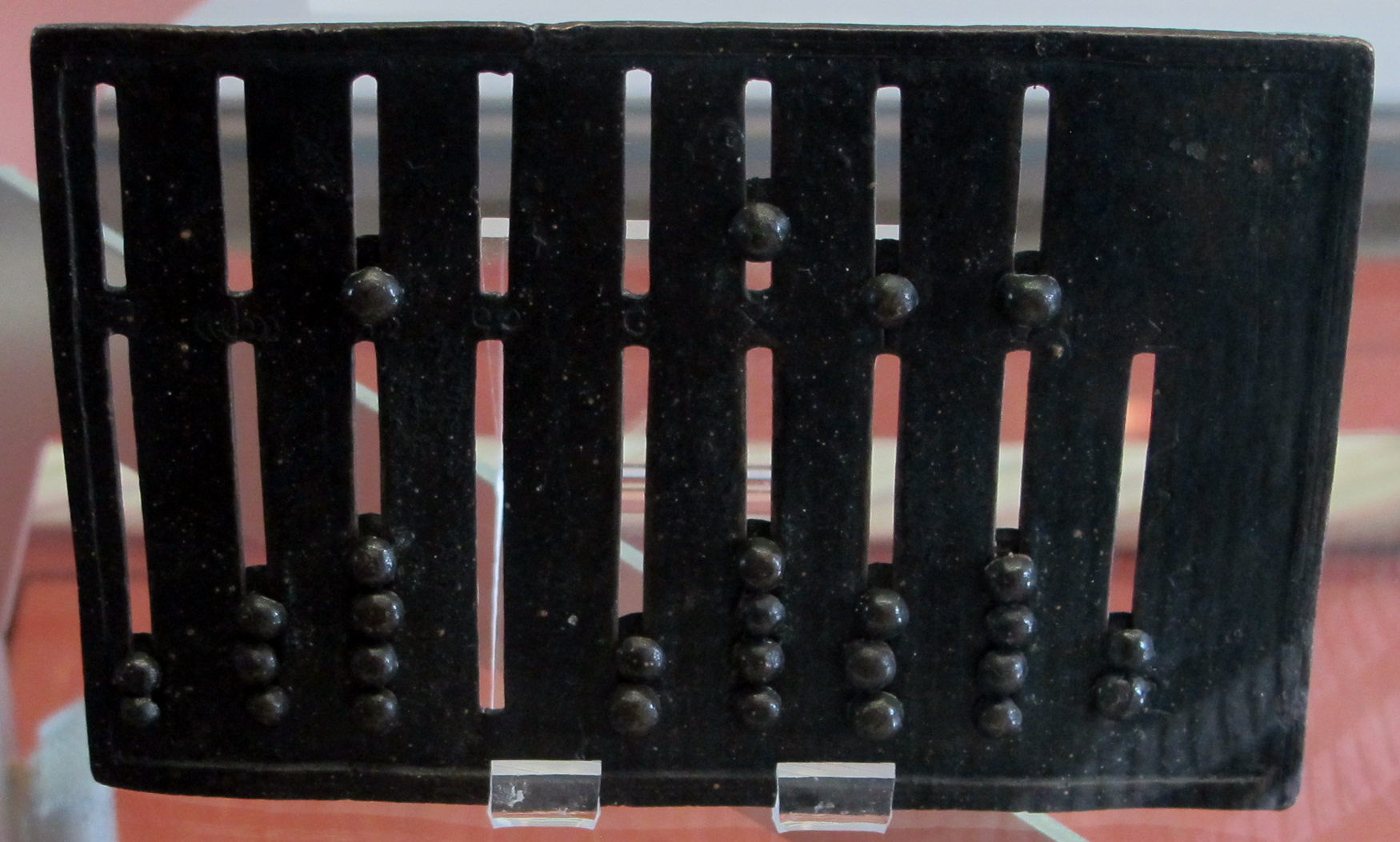
Римський металевий абак

Нормальним методом обчислення в Стародавньому Римі, як і в Греції, було переміщення лічильників по гладкому столу. Спочатку для цього використовували камінці (калькули). Пізніше в Римі, а також у середньовічній Європі, почали виготовляти спеціальні рахувальні жетони. Лінії, якими рухали жетони, позначали одиниці, п'ятірки, десятки тощо.
Пишучи в I ст. до н. е., Горацій згадував восковий абак — дошку, вкриту тонким шаром чорного воску, на якій колонки та цифри були нанесені стилосом.
Знайдено декілька римських абаків, з-поміж них і металевий абак I ст., в якому лічильники рухалися по пазах.

### Месоамерика, X століття
Аналог абака в Ацтеків з'явився приблизно у Х столітті і виготовлявся із зернят кукурудзи, набраних на струни, встановлені в дерев'яній рамі.

### Центральні Анди, XVI століття
У Імперії інків застосовувався прилад для рахування юпана (в парі з кіпу), який мав різновиди: арифметична юпана, геоюпана тощо.

### Індія
Слова еканка чи вартік позначають інструменти для обчислень з давніх часів. Ці пристрої схожі на ті, що використовується в Китаї чи Японії. Зазвичай мають 17 стовпчиків 4+1.

### Далекий Схід

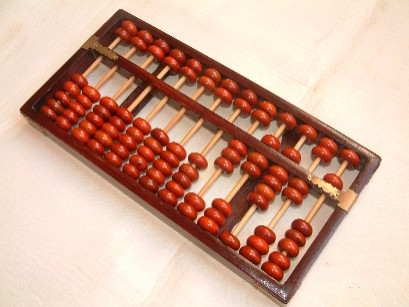
Китайський абак — суаньпань.

В країнах Сходу розповсюджений китайський аналог абака — суаньпань та японський — соробан. Суаньпань відомий зі 190 року до н. е. і вміння рахувати на ньому було обов'язковим для бухгалтерів і фінансових менеджерів до 2004 року. Суаньпань розташовується горизонтально («пам'яттю» вгору), стовпчики намистин мають схему 4+2. Крайня права намистина представляє базове значення 1, наліво йде рахунок сотень, тисяч і т. д. Можливо, що китайці запозичили абак від римлян завдяки торгівлі Великим Шовковим шляхом.
Соробан запроваджено до Японії з Китаю приблизно в XIV столітті. Стовпчиків намистин зазвичай непарна кількість, вони мають схему 4+1. Стандартний соробан має співвідношення сторін 1:4. Зазвичай у Японії вивчення усних обчислень супроводжується вивченням лічби на соробані.

### Росія

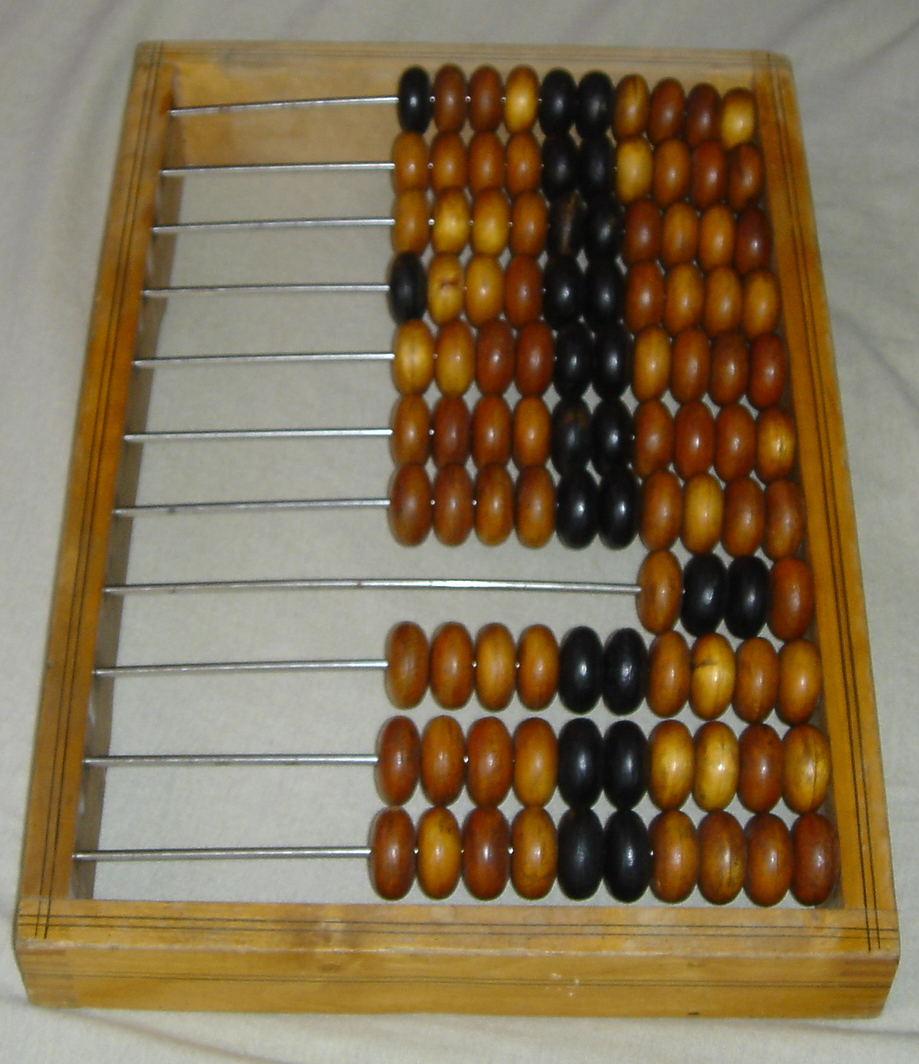
Російські щоти

Російська рахівниця або щоти (рос. счёты) була розроблена приблизно в XVI столітті. Можливе як самостійне її створення в Московському царстві, так і запозичення від китайців через татарів Золотої Орди.
У ній 11 рядів по 10 намистин; у восьмому ряду 4 намистини для обрахунку чвертей копійки. Принципова відмінність від інших подібних пристроїв полягає в тому, що там немає окремого відділу «пам'яті». Російські рахівниці використовувалися в магазинах і на ринках по всьому Радянському Союзу, і їх використання викладалося в більшості шкіл до 1990-х років.

## Сучасне використання
Хоча абак у XVII ст. стала заміняти логарифмічна лінійка, а в 1970-і — електронні калькулятори, абак лишається надійним інструментом, яким користуються власники магазинів в Азії та китайських кварталах у Північній Америці, а також купці, торговці та клерки в деяких частинах Східної Європи, Росії та Африки.
Абак широко використовується для навчання дітей арифметиці, особливо множенню; абак може замінити механічне запам'ятовування таблиці множення. Додатково, він полегшує рахування людям з порушеннями зору. Абак використовується в багатьох збройних силах для обрахунків у польових умовах.